# 小行星2772
小行星2772（2772 Dugan）是一颗绕太阳运转的小行星，为主小行星带小行星。该小行星于1979年12月14日发现。
該小行星以美國天文學家雷蒙德·史密斯·杜根命名。

## 轨道参数
小行星2772的轨道半长轴为2.3136572 UA，离心率为0.205。